# CORPUS
CORPUS is een interactief museum over het menselijk lichaam in de Nederlandse plaats Oegstgeest, provincie Zuid-Holland. 

## Vaste tentoonstellingen
Bij CORPUS, Latijn voor lichaam, staat de attractie 'reis door de mens' centraal. Hierbij doorlopen de bezoekers groepsgewijs in 55 minuten de verschillende organen van het menselijk lichaam. Elke deelnemer krijgt bij de entree een audiotour die tekst en uitleg geeft tijdens de rondleiding begeleid door film, geur en lichteffecten.
De reis begint bij de knie, van hieruit loopt men door het lichaam via diverse menselijke organen waaronder de baarmoeder, de darmen, de longen, het hart, het hoofd, met de mond, de neus en het oor en uiteindelijk de hersenen. Vanuit de hersenen kan men door 'mijn CORPUS' lopen, het interactieve deel van de educatieve attractie. Tijdens de reis gaat men naar boven via verschillende bewegende platformen waarbij men met 3D-brillen naar een scherm kijkt.

## Gebouw
CORPUS is gevestigd in een gebouw dat wordt gekenmerkt door een 35 meter hoog metalen, zittend model van een menselijk lichaam, langs de A44. Het gebouw dat ook dienst doet als congrescentrum is acht verdiepingen hoog en heeft ongeveer twintig miljoen euro gekost. Op 14 maart 2008 werd het museum door koningin Beatrix officieel geopend.
Initiatiefnemer is oud-journalist en televisieprogrammamaker Henri Remmers, bekend als een van de initiatiefnemers van het Archeon, Holland Experience en het Holland-paviljoen van de Wereldtentoonstelling van 1992 in Sevilla. Dit gebouw is gemaakt van staal, glas, ijzer, beton en aluminium